# كارول برايس
كارول برايس (بالإنجليزية: Carol Brice)‏ هي مغنية أوبرا ومغنية أمريكية، ولدت في 16 أبريل 1918 في سيداليا في الولايات المتحدة، وتوفيت في 15 فبراير 1985.

## وصلات خارجية
- كارول برايس على موقع ميوزك برينز (الإنجليزية)
- كارول برايس على موقع قاعدة بيانات برودواي على الإنترنت (الإنجليزية)
- كارول برايس على موقع أول ميوزيك (الإنجليزية)
- كارول برايس على موقع ديسكوغز (الإنجليزية)